# Municipio de Redland (condado de Hempstead)
El municipio de Redland (en inglés: Redland Township) es un municipio ubicado en el condado de Hempstead en el estado estadounidense de Arkansas. En el año 2010 tenía una población de 693 habitantes y una densidad poblacional de 4,26 personas por km².

## Geografía
El municipio de Redland se encuentra ubicado en las coordenadas 33°55′54″N 93°37′48″O / 33.93167, -93.63000. Según la Oficina del Censo de los Estados Unidos, el municipio tiene una superficie total de 162.62 km², de la cual 162,32 km² corresponden a tierra firme y (0,19 %) 0,3 km² es agua.

## Demografía
Según el censo de 2010, había 693 personas residiendo en el municipio de Redland. La densidad de población era de 4,26 hab./km². De los 693 habitantes, el municipio de Redland estaba compuesto por el 78,35 % blancos, el 14,72 % eran afroamericanos, el 0,29 % eran amerindios, el 0,14 % eran asiáticos, el 4,47 % eran de otras razas y el 2,02 % eran de una mezcla de razas. Del total de la población el 5,77 % eran hispanos o latinos de cualquier raza.